# Phaonia zinovjevi
Phaonia zinovjevi är en tvåvingeart som beskrevs av Malianov 1993. Phaonia zinovjevi ingår i släktet Phaonia och familjen husflugor.
Artens utbredningsområde är Kazakstan. Inga underarter finns listade i Catalogue of Life.